# Herbie Rides Again
Herbie Rides Again is een Amerikaanse film van Walt Disney uit 1974 geregisseerd door Robert Stevenson. De hoofdrollen worden vertolkt door Helen Hayes en Ken Berry.
Herbie Rides Again is de tweede film uit de Herbie-reeks na The Love Bug uit 1969.

## Verhaal
Alonzo Hawk is een gemene zakenman die verschillende gebouwen heeft laten slopen om een gigantisch winkelcentrum te bouwen. Maar er is één huis dat nog niet afgebroken is, dat van de oude weduwe Steinmetz, die haar huis niet wil verkopen. Alonzo gebruikt alle middelen om het huis af te breken maar slaagt er niet in, mede door de hulp die de weduwe Steinmetz krijgt van haar nichtje Nicole met haar wonderbaarlijke Herbie.

## Rolverdeling
| Acteur          | Personage            |
| --------------- | -------------------- |
| Helen Hayes     | Mevr. Steinmetz      |
| Ken Berry       | Willoughby Whitfield |
| Stefanie Powers | Nicole               |
| John McIntire   | Mr. Judson           |
| Keenan Wynn     | Alonzo Hawk          |
| Huntz Hall      | Chauffeur            |
| Dan Tobin       | Advocaat             |
| Vito Scotti     | Taxichauffeur        |
| Raymond Bailey  | Advocaat             |
| Liam Dunn       | Dokter               |

## Nominatie
1975 - Golden Globe
- Genomineerd: Beste actrice in een komedie (Helen Hayes)